# Trash We'd Love Tour Final at Studio Coast
『2009.07.21 Trash We'd Love Tour Final at Studio Coast』（トラッシュ・ウィドゥ・ラヴ・ツアー・ファイナル・アット・スタジオ・コースト）は、2009年12月23日に発売されたthe HIATUSのライブDVD。規格品番はFLBF-8103。

## 概要
the HIATUS初めてのライヴDVDで、2009年に5月27日に発売されたアルバム『Trash We'd Love』を引っさげて"Trash We'd Love Tour 2009"が、同年6月1日から7月22日まで行われ、7月21日の新木場STUDIO COASTでのファイナル公演を収録。ボーナストラックとして、1st EP『Insomnia』に収録の「Antibiotic」のミュージックビデオも収録されている。なお、このDVDを担当した監督の意向により一部に22日公演の映像が含まれている箇所がある。このDVDのオープニング曲としてJoey Beltramの「The Start It Up」が使われている。
2010年1月4日付のオリコンチャートで初登場5位を記録した。

## 収録曲
1. Ghost In The Rain
2. Lone Train Running
3. Centipede
4. Silver Birch
5. 堕天
6. The Flare
7. Storm Racers
8. 紺碧の夜に
9. ユニコーン
10. Twisted Maple Tree
11. Little Odyssey（アンコール）
12. The Flare（アンコール）

- ボーナス・トラック

Antibiotic（ミュージック・ビデオ）
作曲：細美武士 & masasucks（M-2、10）、the HIATUS（ボーナストラック）、細美武士（その他の全曲）
全作詞：細美武士

## メンバー
- 細美武士 / ボーカル・ギター
- masasucks / ギター
- ウエノコウジ / ベース
- 柏倉隆史 / ドラムス
- 堀江博久 / キーボード